# Pathos
Pathos é uma palavra grega (πάθος) que significa "sofrimento, paixão, afeto". Também podendo significar "Caractère pathétique" um Personagem patético literalmente. Descrito também como a Qualidade que invoca tristeza pelo Oxford Dictionary e pelo Dicionário Online de Português como uma experiência humana ou expressão de arte que evoca dó, pena ou compaixão ao espectador.

## Em Aristóteles
Pathos é um dos três meios de persuasão do discurso na retórica clássica desde Aristóteles, alguns séculos antes de Cristo.
Enquanto o pathos é um método de persuasão pelo chamado do público à emoção, o ethos retorna sua força de persuasão à integridade do falante. É, frequentemente, pelas paixões que a eloquência triunfa. Para dominá-las, o orador deve conhecer as fontes e os meios que servem para excitá-las ou acalmá-las.
Essas estratégias não são exclusivas da retórica: elas são adequadas para qualquer processo linguístico que dependa da simpatia (ou pelo menos da atenção) do outro para sua implementação, da conversa comum à prosa mais elaborada. Os pathes testemunham um relacionamento com os outros que varia em grau de emocionalidade, seja para seduzir ou confundir, influenciar ou subjugar, agir sobre ele ou agir por si mesmo.

## Em Nietzsche
Nietzsche insiste fortemente na oposição entre o pathos da distância ou nobreza (sentimento ou impulso que comanda a axiologia do tipo nobre) e o ponto de vista da utilidade:
| “ | É esse pathos de distância que os levou a tomar o direito de criar valores, forjar o nome dos valores: o que a utilidade lhes importava! o ponto de vista da utilidade é o mais estranho e desviado possível em relação a uma explosão tão borbulhante de julgamentos de valor supremos que fixam e traçam a hierarquia: é precisamente aqui que o sentimento alcançou o oposto dessa baixa uma temperatura que pressupõe qualquer prudência contábil, qualquer cálculo de utilidade - e nem por uma vez isolado, nem por uma hora de exceção, mas de maneira duradoura. | ” |
|   | — Nietzsche , Genealogia da moralidade, I, § 2. |   |

Em Ecce Homo Nietzsche fala sobre o Pathos agressivo que de acordo com com ele está ligado tanto a força, vingança, fraqueza e rancor. Em trabalhos como "Entre Logos e Pathos: O antiplatonismo platônico de Nietzsche" de Enrico Müller toma em seu trabalho que pathos é como um contra conceito estratégico voltado contra a metafísica europeia.